# Anton Philip van Harreveld

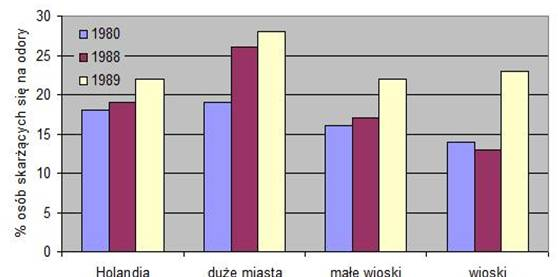
Zmiany liczby skarg na odory w Holandii w latach 1980–1989 (wyniki badań ankietowych)

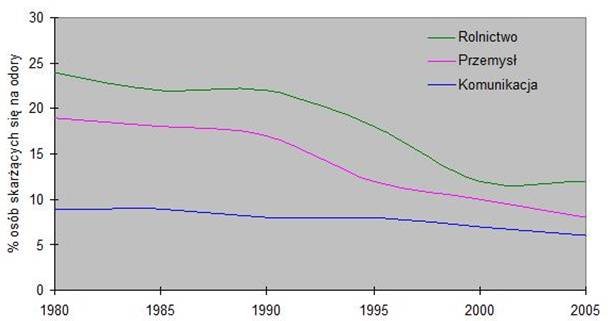
Zmiany liczby skarg na odory w Holandii w latach 1980–2005 (wyniki badań ankietowych)

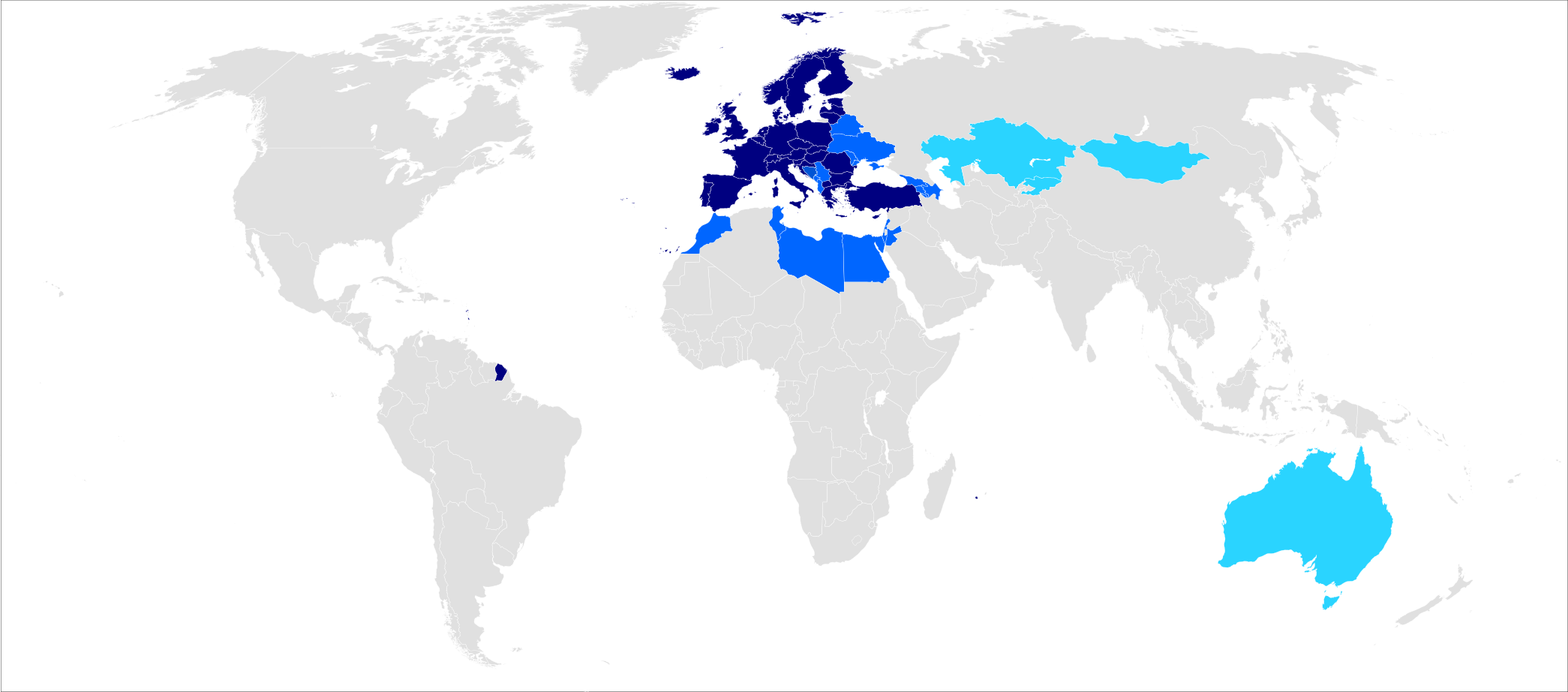
Członkowie i państwa stowarzyszone z CEN

Standardy zapachowej jakości powietrza w Holandii, wprowadzone w latach 1993 (sygnatury puste) i 2002 (sygnatury pełne)

Anton Philip van Harreveld, Ton van Harreveld (ur. 1954) – holenderski specjalista w dziedzinie inżynierii środowiska, przede wszystkim w zakresie ograniczania uciążliwości zapachowej z użyciem metod olfaktometrii dynamicznej, przewodniczący Grupy Roboczej WG2 Odours w CEN (TC264) – główny twórca normy europejskiej EN 13725, założyciel „Project Research Amsterdam BV” i międzynarodowej sieci placówek „OdourNet”, zajmujących się m.in. pomiarami olfaktometrycznymi, wytwarzaniem sprzętu pomiarowego, doradztwem w sprawach ograniczania emisji zapachowej (Odour Research & Air Quality Consultants).

## Życiorys
Anton Philip van Harreveld (Ton) ukończył w Holandii szkołę średnią (1966–1972, HBS-B – Het Nieuwe Lyceum), a następnie studiował inżynierię środowiska (1972–1979). Ukończył Wageningen University & Research, otrzymując tytuł MSc. Od 1980 zajmuje się analitycznymi, prawnymi i technicznymi problemami ograniczania uciążliwości zapachowej. Założył w Amsterdamie firmę „OdourNet”, która została z biegiem lat rozbudowana w międzynarodową sieć placówek. Od 1991 jest przewodniczącym Grupy Roboczej WG2 Odours w CEN (Komitet Techniczny TC264), która opracowała normę EN:13725:2003. Wykonuje i nadzoruje badania olfaktometryczne wykonywane zgodnie z EN:13725 w różnych krajach (uczestniczył m.in. w badaniach wykonanych w Wielkiej Brytanii, które doprowadziły do opracowania projektu horyzontalnej dyrektywy IPPC H4 Odours).
Od 2000 roku mieszka w Barcelonie.

### Założenie i rozwój OdourNet BV
Pracę zawodową rozpoczynał w okresie, gdy w Holandii zaczęto realizację długofalowego rządowego programu (Ministry of Public Planning, Housing and the Environment), zmierzającego do zahamowania wzrostu liczby skarg ludności na odory. W dłuższej perspektywie zamierzano zmniejszyć udział tych skarg, odbieranych w czasie ankietyzacji, do 12%. Program przewidywał zastosowanie procedur analitycznych opartych na olfaktometrii dynamicznej (pomiary zgodne z holenderską normą NVN 2820 z 1971) i wprowadzenie ograniczeń częstości przekraczania wskazanych poziomów stężenia zapachowego wokół uciążliwych zakładów. W 1980 Ton van Harreveld rozpoczął w Amsterdamie badania dotyczące ograniczania zapachowej uciążliwości kompostowni, co uważa się za narodziny firmy „Project Research Amsterdam” (PRA), oraz działalność konsultingową. Potwierdził przewagę olfaktometrii nad innymi metodami analitycznymi i wkrótce przystąpił do konstrukcji – we współpracy z Teunissenem van Manenem (Neomat) – pierwszego skomputeryzowanego olfaktometru dynamicznego Olfaktomat (1987). W lutym 1989 utworzył, wraz z Fransem Vossenem, firmę „Project Research Amsterdam BV” (hol. Besloten Vennootschap – prywatna sp. z o.o.). Po upływie roku w PRA BV pracowało już kilkanaście osób, w 1993 r. powstał pierwszy oddział zagraniczny – Odournet UK, a wkrótce potem kolejne – w Belgii, Francji, Meksyku i Hiszpanii; w 2000 Ton van Harreveld zamieszkał w Barcelonie i objął kierownictwo oddziału hiszpańskiego. Firma przyjmuje na staże zawodowe oraz zatrudnia specjalistów z wielu innych krajów. W 2010 doszło do połączenia Odournetu z dwoma renomowanymi firmami niemieckimi o wielkim doświadczeniu i podobnym profilu działalności (Ecoma GmbH i Olfatec GmbH; założyciel: Heinrich Mannebeck, Uniwersytet Christiana-Albrechta w Kilonii, 1976).

### Europejski Komitet Normalizacyjny (TC264WG2 i EN13725)
Poza działalnością w Odournet Ton van Harrveld zaangażował się w prace Europejskiego Komitetu Normalizacyjnego (Komitet Techniczny TC264 Air Quality) – został w 1991 przewodniczącym Grupy Roboczej (WG2 Odours), przygotowującej projekt normy europejskiej EN 13725 Air quality – Determination of odour concentration by dynamic olfactometry. Pierwotny program prac przewidywał, że pierwsza wersja projektu zostanie przygotowana na poziomie TC264 do kwietnia 1994 roku, poddana dyskusji w CEN w roku 1994 i ostatecznemu głosowaniu w roku 1995. Prace okazały się trudniejsze niż się spodziewano – wymagały kilkuletniej pracy wielu zespołów olfaktometrycznych z różnych krajów (Interlaboratory Comparison for Olfactometry, ICO). Ostatecznie EN 13725 została ustanowiona w 2003 (PKN ustanowił PN-EN 13725 w 2005 w trybie uznania wersji angielskojęzycznej, a w 2007 – w polskiej wersji językowej).
Ton van Harreveld intensywnie popularyzuje opracowaną metodykę w wielu krajach świata – nie tylko europejskich – referując m.in. historię jej tworzenia i wdrażania, przykłady zastosowań oraz ograniczenia. W Polsce prezentował wyniki prac WG2 (CEN, TC264) już w 1993 (etap opracowywania roboczego projektu EN 13725) w czasie polsko-niemiecko-holenderskiego Seminarium „Odours – Control, Measuremnt, Regulations” w Świnoujściu, zorganizowanego przez Kommission Reinhaltung der Luft w VDI i DIN, Oddział SITPChem w Szczecinie, Vereniging Lucht – Clean Air Association in the Nethrlands i Politechnikę Szczecińską. Seminarium „Odours'1993” było zorganizowane w ramach prac nad polską strategią zmniejszania uciążliwości zapachowej.
W czasie konferencji międzynarodowych, odbywających się w różnych krajach po wydaniu normy EN 13725, Ton van Harreveld organizował dyskusje z jej użytkownikami o kierunkach nowelizacji i rozbudowy.

### Przygotowanie doświadczalnych podstaw dyrektywy horyzontalnej IPPC H4
Norma EN 13725, opracowana przez kierowaną przez A.P. van Harrevelda Grupę Roboczą (CEN TC264 WG2), została wykorzystana m.in. w czasie przygotowywania podstaw rozwoju „polityki odorowej” w Irlandii, Wielkiej Brytanii i Holandii. Badania wykonano na zlecenie brytyjskiej Environmental Protection Agency (EPA) i Johnstown Castle Estate (Wexford, Irlandia) i dofinansowywany w 50% z Environmental Monitoring, R&D Sub–programme of the Environmental Services Operational Programme 1994–1999. Brytyjski oddział OdourNet – OdourNet UK Ltd – opracował w latach 2001–2002 obszerny raport „Odour Impacts and Odour Emission Control Measures for Intensive Agriculture”. Na podstawie analizy wyników badań, wykonanych w fermach tuczu trzody chlewnej w różnych krajach, wskazano m.in. sposoby ustalania jakie odległości tych obiektów od zabudowań mieszkalnych zagwarantują, że poziom zapachowej uciążliwości będzie akceptowany przez ludność.
Wyniki tych badań stały się jedną z podstaw projektu horyzontalnej dyrektywy IPPC H4 (projekt dyrektywy europejskiej i brytyjskie wytyczne, opublikowane w roku 2011.

## Publikacje
Artykuły (wybór z 1991–2003)
- 1991 – Introduction and Related Practical Aspects of Odour Regulations in the Netherlands:, in: Derenzo and Gnyp, TR18, Recent Developments and Current Practices in Odour Regulations, Controls and Technology, AWMA, ISBN 0-923204-05-9, 1991
- 1995 – Quality control and optimisation of dynamic olfactometry using n-butanol as a standard reference odorant, STAUB-Reinhaltung der Luft 55 pp 45-50, Spinger Verlag (współautor: P. Heeres),
- 1996 – Interlaboratory Comparison of Olfactometry. Validation of draft CEN standard ‘Odour concentration measurement using dynamic olfactometry, CEN TC264/WG2 „Olfactometry” document N220, OdourNet UK Ltd.,
- 1998 – A review of 20 years of standardization of odour concentration measurement by dynamic olfactometery in Europe, J. Air & Waste Manage. Assoc. 49, 705-715, ISSN 1047-3289, June 1998
- 1999 – Feasibility study for the development of a standardised method for assessment of odour nuisance and odour annoyance potential (in Dutch) Project PD 207 Action programme Standardisation and Validation of Environmental Assessment Methods, Project Research Amsterdam BV, December 1999 (współautorzy: A. Schakel, C.J. Valk, S. Vreeburg),
- 2000 – Odour control in wastewater treatment – a technical reference document, UK Water Industry Research Ltd, London, Technical reference document 01/WW13/01/3,2000 (major contributor) www.ukwir.org
- 2001 – From odorant formation to odour nuisance: new definitions 8 －for discussing a complex process, Water Science & Technology Vol 44 No 9 pp 9-15, ISSN 0273-1223.
- 2001 – Geurhinderonderzoek stallen intensieve veehouderij (translation: Survey of odour nuisance in the vicinity of intensive livestock housing), in Dutch, Ministry of Planning, Public Housing and the Environment, Distribution centre, document number 22317, March 2001 (współautorzy: M.E. Bongers, F.H.J. Vossen),
- 2001 – Guidance for the Application of Odor in the Derivation of AEGL-1 4, version 02/06/2001, Public Health Service of Rotterdam, the Netherlands (współautorzy: Reind Van Doorn, Marc Ruijten),
- 2003 – Odour Concentration Decay and Stability in Gas Sampling Bags, J. Air & Waste Manage. Assoc. vol. 53 (1), 51-61, ISSN 1047-3289, January 2003.

Wystąpienia na konferencjach (wybór z 1991–2003)
- 1992 – Techniques and Methodology in Odour Measurement, paper presented at the First Irish Conference on the Atmospheric Environment, Cork, February 1992 (współautor: C. Clarkson)
- 1994 – Environmental odours – detection, minimisation and control, the Munro centre for civil and environmental engineering. The University of New South Wales, July 1994 (współautor:T. Schulz)
- 1994 – Olfactometry Art to Science, Centre for Waste Water Treatment, 12th CASANZ Conference, Perth, October 1994 (współautor: T. Schulz, R. Kaye)
- 1995 – Main features of the final draft European Standard ‘Measurement of odour concentration using dynamic olfactometry’, w: Proceedings of the Specialty Conference: Odours: Indoor and Environmental Air, organised by Air and Waste Management Association, Sept.1995
- 1995 – On the regulations, measurement and abatement of odours emanating from livestock housing in the Netherlands, w: new knowledge in Livestock Odor, Proceedings of the International Livestock Odor Conference 1995, s. 16-21, Iowa, USA, Iowa State University, College of Agriculture, Ames (współautor: J.V. Klarenbeek)
- 1995 – Odour measurement as a tool to support industry in the art of being good neighbours and protect long-term interest in the process, w: Canadian Paper and Pulp Association 1995 Environment Conference, Halifax, Nova Scotia, October 1995
- 2001 – Current status of introduction and implementation of CEN standard EN13725 Odour Concentration Measurement by dynamic olfactometry, w: Proceedings of the 1st IWA International Conference on Odour and VOCs: Measurement, Regulation and Control Techniques, University of New South Wales, March 2001.
- 2001 – From odorant formation to nuisance: new definitions for discussing a complex process, w: Proceedings of the 1st IWA International Conference on Odour and VOCs: Measurement, Regulation and Control Techniques, University of New South Wales, March 2001 (współautorzy: M.E. Bongers, N. Jones) Recent pig odour policy reviews in the Netherlands and in Ireland, w: Proceedings of the 1st IWA International Conference on Odour and VOCs: Measurement, Regulation and Control Techniques, University of New South Wales, March 2001.
- 2002 – Scent – Smell – Stink – Stech: How to draw the nuisance line, keynote paper, w: Proceedings of Enviro 2002, April 7-12, Melbourne
- 2002 – Dynamic olfactometry – fundamentals, developments and wastewater applications, keynote paper, w: Proceedings of the 6th IWA conference on off-flavours in the aquatic environment, International Water Association, Barcelona, October 7-10, 2002
- 2002 – Chemicals as odour predictors: what causes the odour deficit, w: Proceedings of the CIWEM conference ‘Odours – what a nuisance’, Hatfield, UK, CIWEM, November 7th, 2002.